# Ciocârlia (Ialomița)
Pour les articles homonymes, voir Ciocârlia.
Ciocârlia est une commune du județ de Ialomița en Roumanie.